# Lee Philips
Lee Philips (* 10. Januar 1927 in New York City, New York; † 3. März 1999 in Brentwood) war ein US-amerikanischer Schauspieler und Regisseur.

## Leben
Lee Philips war ein Sohn von Abraham Philips und dessen Ehefrau Frances, geb. Zimmermann. Er besuchte bis 1944 die Abraham Lincoln High School in Brooklyn und erlangte 1950 den Bachelor of Arts am Adelphi College. Seine schauspielerische Ausbildung erhielt er drei Jahre lang bei Sanford Meisner und zwei Jahre bei Harold Clurman in New York City.
Ab 1951 war Philips als Fernsehschauspieler tätig. So spielte er in dem Drama Marty (1953; Teil der Serie The Philco Television Playhouse) die Rolle des „Tommy“ und übernahm 1959 in der Serie The Further Adventures of Ellery Queen die Titelrolle. 1957 hatte Philips sein Kinodebüt mit der Hauptrolle des „Michael Rossi“ in dem Melodram Glut unter der Asche, die ihn bekannt machte. Weitere größere Kinorollen spielte er unter anderem in den Filmen Kampfflieger (1958), Mitten in der Nacht (1959) und Tess of the Storm Country (1960). In den 1950er Jahren trat Philips auch an verschiedenen Theatern auf. Am Broadway war er 1954 als Tänzer und Vertretung von Eli Wallach in dem Stück Mademoiselle Colombe (Longacre Theatre) zu sehen und als „Ralph“ in Wedding Breakfast (48th Street Theatre). 1957 verkörperte er in Middle of the Night (ANTA Playhouse) die Rolle des Ehemanns.
Seit Mitte der 1960er Jahre war Philips auch als Regisseur aktiv und inszenierte bis 1991 rund 60 Fernsehproduktionen, darunter Episoden verschiedener Serien. Er war als Regisseur zwei Mal für Primetime Emmy Awards nominiert: 1973 für eine von ihm inszenierte Folge der Serie Die Waltons und 1982 für seinen Fernsehfilm Mae West über die gleichnamige Schauspielerin.
Philips war von 1956 bis zur Scheidung 1980 mit Barbara, geb. Schrader, verheiratet. Aus der Ehe gingen zwei Kinder hervor. Danach ehelichte er Jean Allison, von der er ebenfalls geschieden wurde. 1999 starb er im Alter von 72 Jahren an progressiver supranukleärer Blickparese.

## Filmografie (Auswahl)
Regisseur
- 1968–1969: Peyton Place (Fernsehserie, 7 Folgen)
- 1968–1970: Der Geist und Mrs. Muir (The Ghost & Mrs. Muir) (Fernsehserie, 12 Folgen)
- 1969: Bill Cosby (Fernsehserie, 1 Folge)
- 1969: Daniel Boone (Fernsehserie, 1 Folge)
- 1972–1973: Die Partridge Familie (The Partridge Family) (Fernsehserie, 2 Folgen)
- 1972–1975: Die Waltons (The Waltons) (Fernsehserie, 7 Folgen)
- 1972–1975: M*A*S*H (Fernsehserie, 2 Folgen)
- 1974: Kung Fu (Fernsehserie, 1 Folge)
- 1974: Shaft (Shaft!) (Fernsehserie, 1 Folge)
- 1982: Mae West (Fernsehfilm)
- 1984: Samson und Delilah (Samson and Delilah)
- 1995: Diagnose: Mord (Diagnosis Murder) (Fernsehserie, 1 Folge)

Darsteller
- 1956–1961: Alfred Hitchcock präsentiert (Alfred Hitchcock presents) (Fernsehserie, 3 Folgen)
- 1957: Glut unter der Asche (Peyton Place)
- 1958: Kampfflieger (The Hunters)
- 1959: Gnadenlose Stadt (Naked City) (Fernsehserie, 1 Folge)
- 1959: Mitten in der Nacht (Middle of the Night)
- 1960: Tess of the Storm Country
- 1961: 77 Sunset Strip (Fernsehserie, 1 Folge)
- 1961: Die Unbestechlichen (The Untouchables)
- 1962: Preston & Preston (The Defenders) (Fernsehserie, 1 Folge)
- 1962: Sprung aus den Wolken (Ripcord) (Fernsehserie, 1 Folge)
- 1962: Surfside 6 (Fernsehserie, 1 Folge)
- 1963: Auf der Flucht (The Fugitive) (Fernsehserie, 2 Folgen)
- 1963: The Outer Limits (Fernsehserie, 1 Folge)
- 1963–1964 Twilight Zone (The Twilight Zone) (Fernsehserie, 2 Folgen)
- 1964: The Dick Van Dyke Show (Fernsehserie, 1 Folge)
- 1964: East Side/West Side (Fernsehserie, 1 Folge)
- 1965: Perry Mason (Fernsehserie, 2 Folgen)
- 1966: Tennisschläger und Kanonen (I Spy) (Fernsehserie, 1 Folge)
- 1969: Der Geist und Mrs. Muir (The Ghost & Mrs. Muir) (Fernsehserie, 1 Folge)
- 1970: Dan Oakland (Fernsehserie, 1 Folge)
- 1975: Die Waltons (The Waltons) (Fernsehserie, 1 Folge)